# Osmia cornuta
Osmia cornuta (Осмия рыжебрюхая) — вид пчёл из подсемейства Megachilinae.

## Описание
Пчела длиной от 10 до 15 мм. Брюшко полностью покрыто рыжими длинными волосками, в то время как остальная часть тела так же длинными, но чёрного цвета.

## Распространение
Встречается в Европе, Северной Африке, на севере и юго-западе Азии.

## Экология и местообитания
Питается нектаром и пыльцой видов 13 семейств растений.

## Развитие
Пчела делает гнёзда в разных щелях между камнями в скалах или в треснутой обшивке старых домов, но чаще в мёртвой древесине (досках, балках, брёвнах).

## Подвиды
- Подвид: Osmia cornuta cornuta (Latreille, 1805)
- Подвид: Osmia cornuta divergens Friese, 1920
- Подвид: Osmia cornuta neoregaena Mavromoustakis, 1938
- Подвид: Osmia cornuta quasirufa Peters, 1978

## Галерея

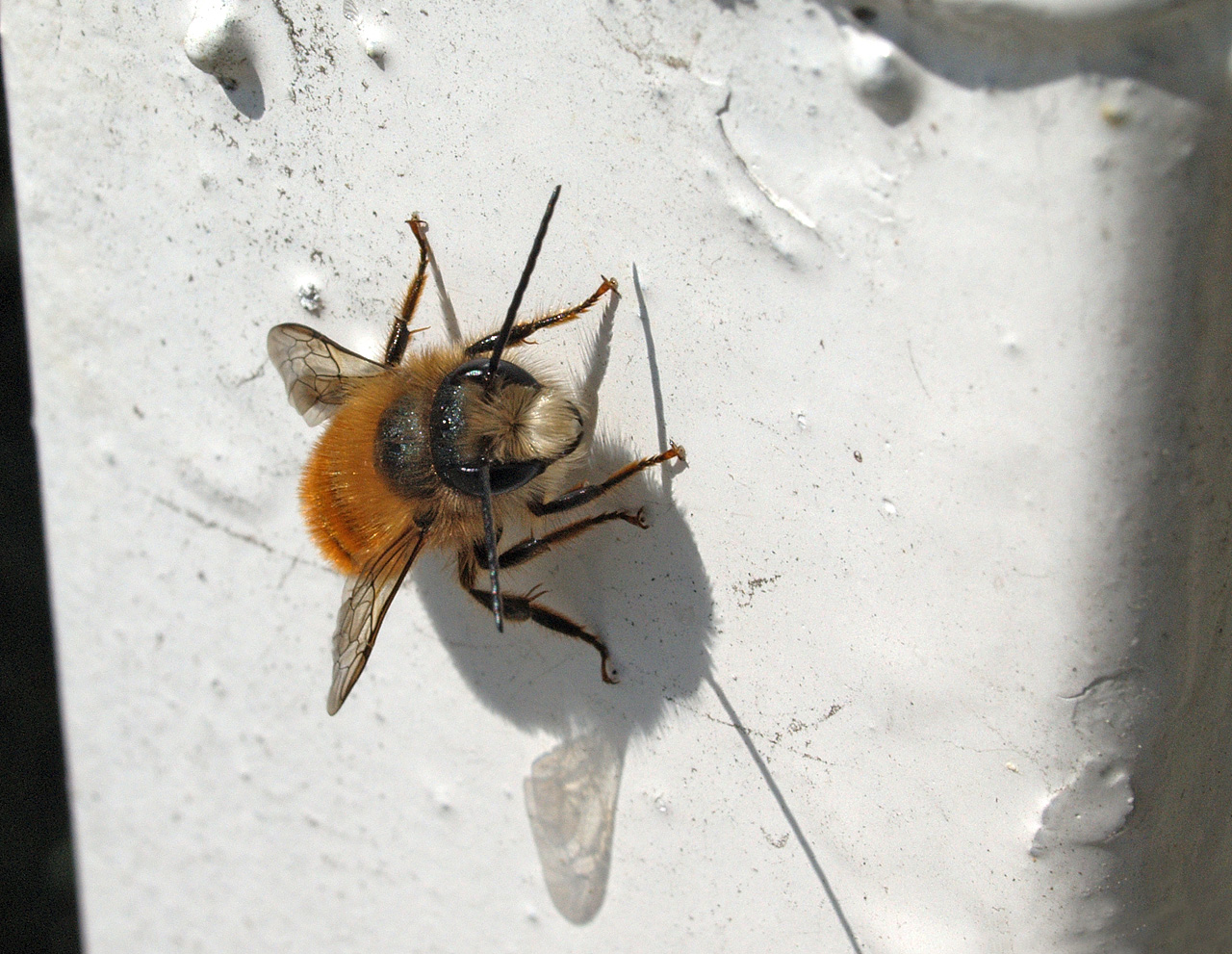
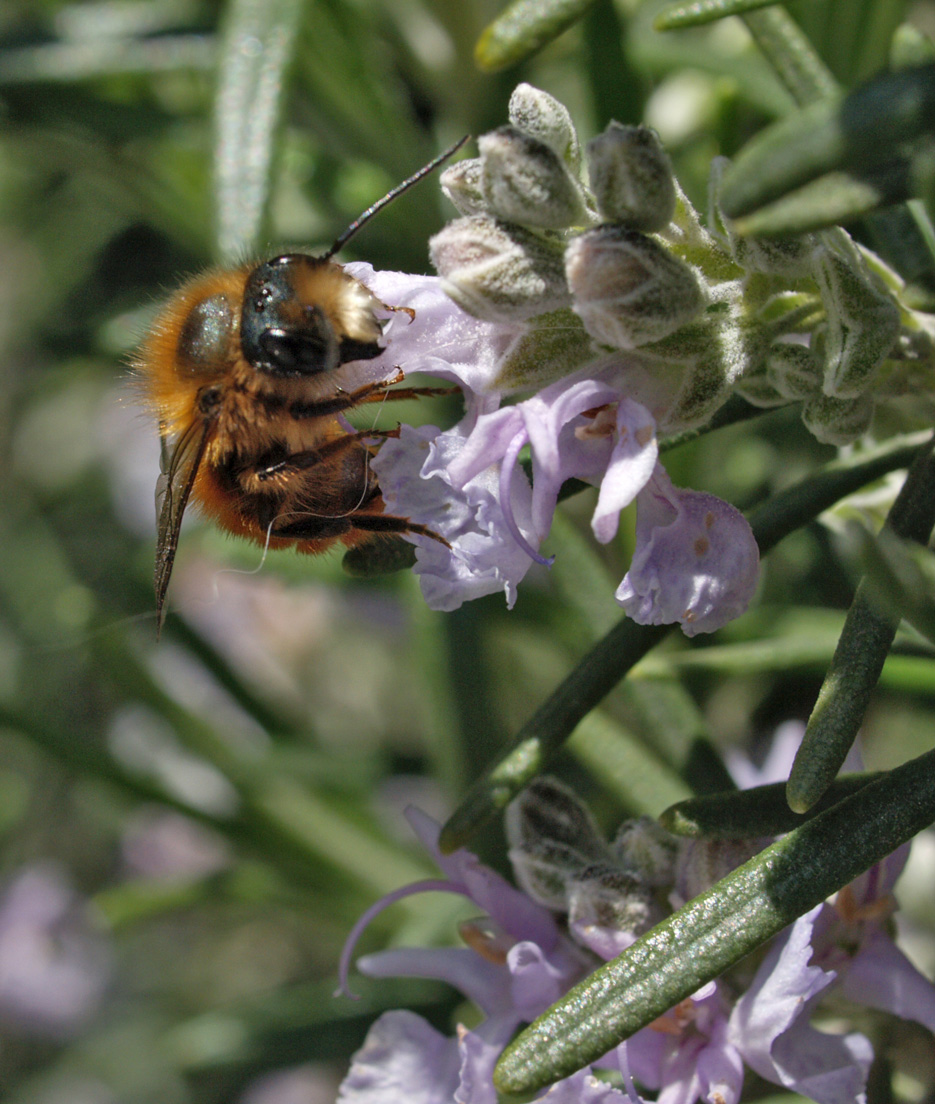
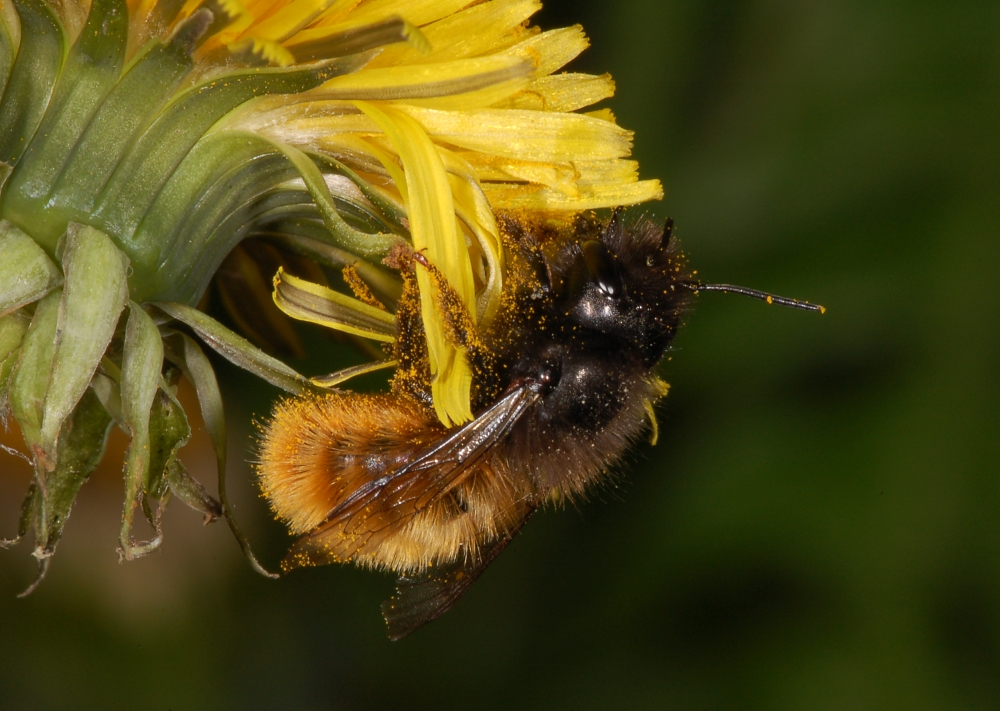
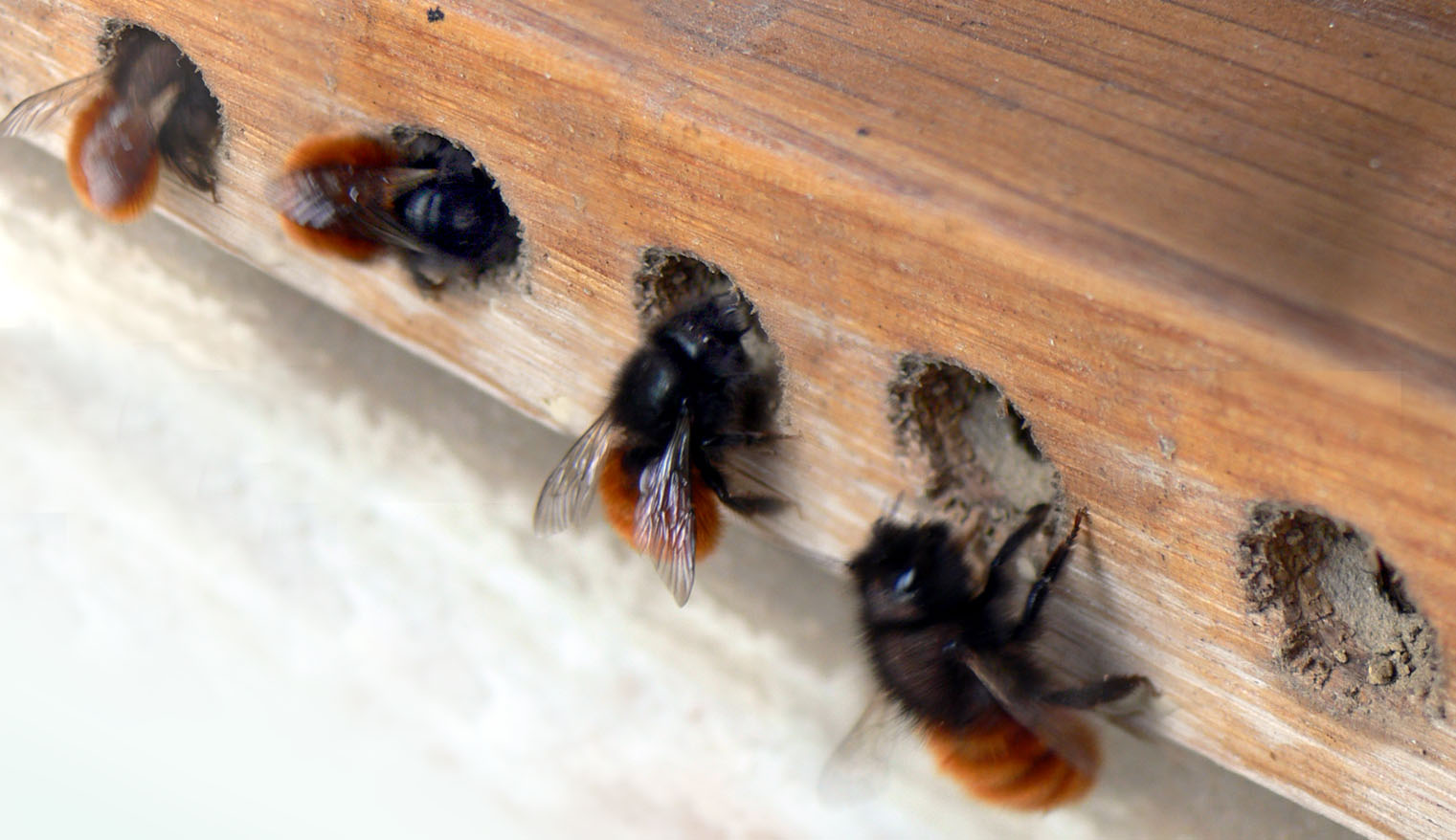
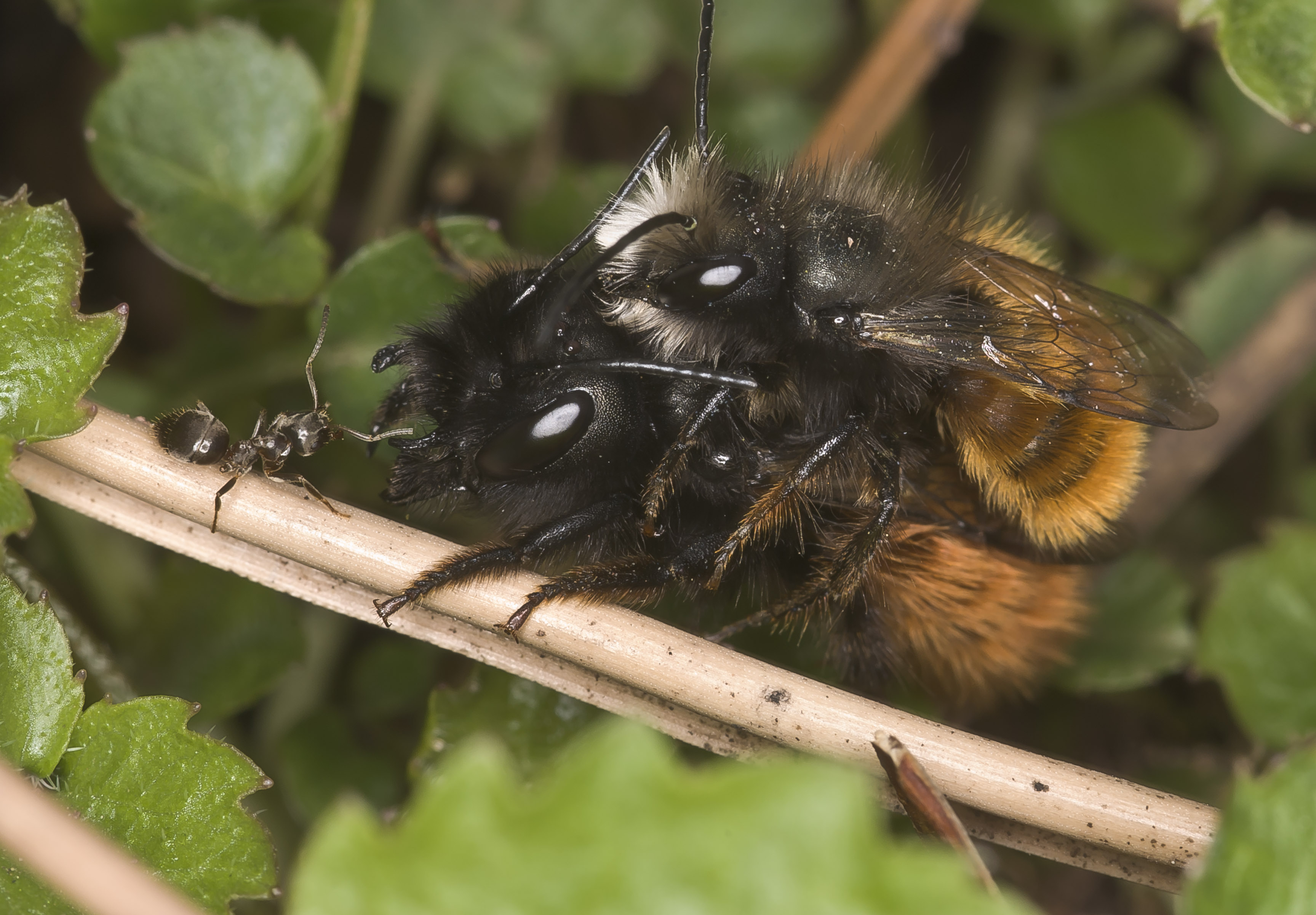